# Enric Gelpí i Vintró

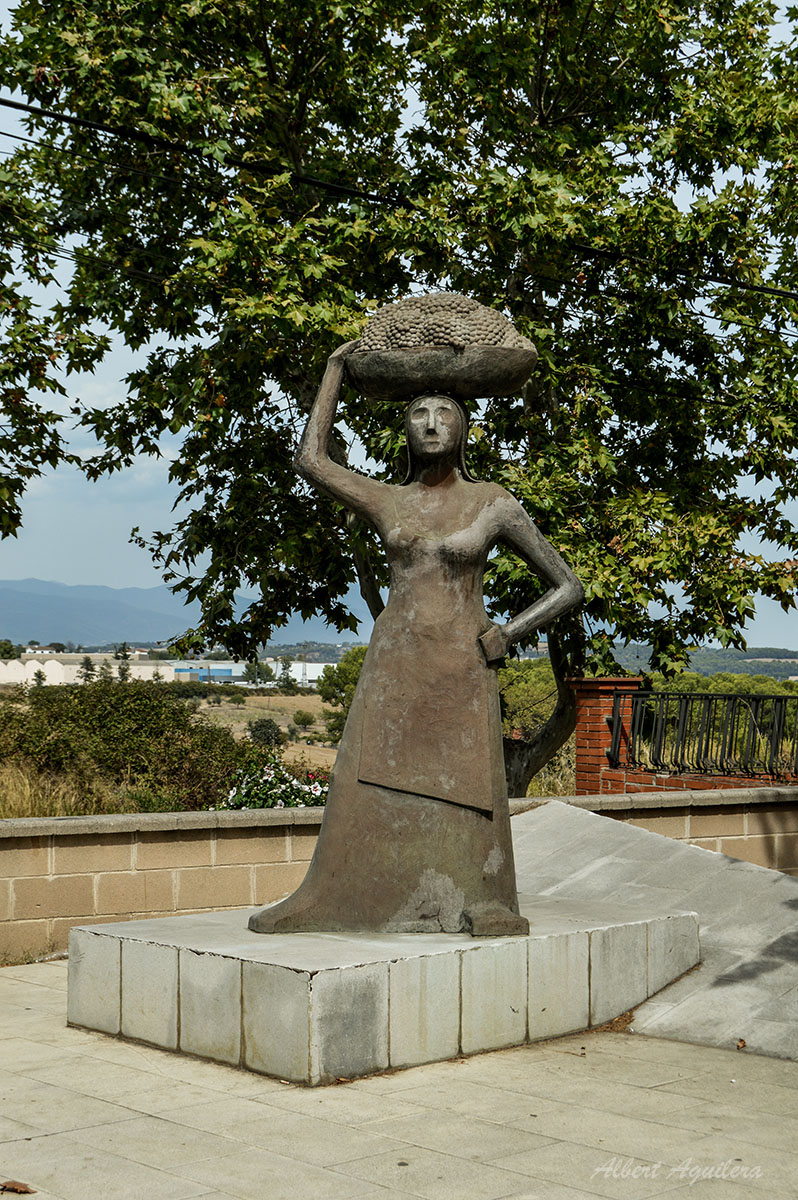
Escultura a Parets del Vallès

Enric Gelpí i Vintró (Barcelona, 1936 – Cànoves i Samalús, 2011) és reconegut per les seves escultures d'aus nocturnes, pels seus calendaris il·lustrats i pels seus llibres Mossèn Ramon Garriga i Boixader, l'Ermità de Samalús (1993) i La pregària dels animals (2000). També es coneix Enric Gelpí com a l'Ermità de Salamús II.
Pràcticament autodidacte, el 1960 es presentà a l'Ateneu Barcelonès. El 1970 es traslladà a viure a Samalús, on des del 1992 tingué a casa seva una exposició permanent de la seva obra escultòrica. Va fer diverses exposicions a Barcelona i va participar en mostres col·lectives a Montecarlo i Sardenya. Home actiu de la cultura catalana, dedicà una gran part de la seva vida a la política com a regidor de Cultura de l'Ajuntament de Cànoves i Samalús, durant la primera legislatura dels ajuntaments democràtics.
Amb expressivitat i esquematització de les formes, ha conreat especialment l'escultura animalística i molt concretament la dels ocells nocturns. Són molt coneguts els calendaris que edità des del 1970 fins a la seva mort, il·lustrats amb dibuixos d'animals dels Països Catalans, amb una tirada de fins a setze mil exemplars. El 1993 publicà Mossèn Ramon Garriga i Boixader, l'ermità de Samalús, mestre en gai saber i l'any 2000 escriví i il·lustrà La pregària dels animals. L'artista compta amb diverses escultures en llocs emblemàtics, como el mateix Samalús, on erigí l'homenatge a Mossèn Garriga Boixader, l'Ermità de Samalús I, un Sant Martí a l'església de Falset, les icones de l'església de Baqueira-Beret, a Tàrrega i a Barcelona.